# Сольволіз
Сольволіз — реакція обмінного розкладу між розчиненою речовиною й розчинником.
Якщо розчинником є вода, то процес називається гідролізом, якщо спирт — алкоголізом, якщо амоніак — амонолізом.